# Polemonium boreale
Polemonium boreale es una especie perteneciente a la familia de las polemoniáceas, que se encuentra al norte del límite forestal ártico.

## Características
Es una especie  perenne con hojas basales formadas por 13-23 folíolos de 12 mm. Sus tallos floríferos miden 8-30 cm de alto y las flores, azules o moradas, tienen 12 mm de longitud. Es una especie enana para rocallas o jardineras alpinas.

## Taxonomía

### Sinonimia
- Polemonium nudipedum Klokov[1]
- Polemonium boreale subsp. hyperboreum (Tolm.) Á.Löve & D.Löve
- Polemonium boreale subsp. richardsonii (Graham) Anders
- Polelmonium boreale var. villosissimun Hultén
- Polemonium pulcherrimum subsp. hyperboreum (Tolm.) Á.Löve & D.Lövea

### Subespecies y variedades
- Polemonium boreale var. villosissimum Hultén[2]